# The Wrestling Album
The Wrestling Album è un album discografico pubblicato dalla WWE (all'epoca conosciuta ancora come WWF, World Wrestling Federation) nel 1985 all'apice della cosiddetta era Rock 'n' Wrestling Connection. Il disco contiene prevalentemente theme song di vari celebri wrestler WWF dell'epoca.

## Il disco
La maggior parte delle tracce furono prodotte da Rick Derringer. David Wolff, ai tempi marito e manager di Cyndi Lauper, fu il produttore esecutivo. L'idea per album venne direttamente da Wolff. Jim Steinman compose e produsse Hulk Hogan's Theme, che venne utilizzata nel cartone animato I campioni del wrestling. La Lauper partecipò all'album in veste di corista in Real American e For Everybody, oltre che come produttrice della canzone di "Captain" Lou Albano, sotto lo pseudonimo di "Mona Flambé".
Nel 1998 l'album è stato ristampato in formato CD dalla Koch Records, che acquistò i diritti dalla Epic/Sony. Un'edizione deluxe in occasione del 30º anniversario della pubblicazione, è stata distribuita nel giugno 2015 su etichetta Sony Legacy.
I brani sul disco sono inframezzati da estratti dei commenti semiseri di Vince McMahon, "Mean Gene" Okerlund, e Jesse "The Body" Ventura. Dall'album furono estratti tre singoli: Land of a Thousand Dances in versione accorciata con  sovraincisioni di sax, Grab Them Cakes, e Don't Go Messin' with a Country Boy. Tutti e tre i 45 giri furono pubblicati con la traccia Captain Lou's History of Music/Captain Lou sul lato B. La canzone di "Rowdy" Roddy Piper, For Everybody, è una versione "ripulita" di un singolo di Mike Angelo & the Idols, originariamente intitolato F**k Everybody.

### Copertina
La copertina del disco vede le maggiori star WWF del 1985 in uno studio di registrazione, con McMahon, Okerlund e Ventura in primo piano e l'annunciatore Howard Finkel al centro. Cyndi Lauper è presente sul retro della copertina con indosso una parrucca nera mentre imbraccia una chitarra Rickenbacker.

## Tracce
1. The Wrestlers - Land of a Thousand Dances
2. Junkyard Dog - Grab Them Cakes (David Wolff, George Pavlis, e Vernie "Butch" Taylor)
3. Rick Derringer - Real American
4. Jimmy Hart - Eat Your Heart Out, Rick Springfield
5. "Captain" Lou Albano & George "The Animal" Steele - Captain Lou's History of Music/Captain Lou
6. WWF All-Stars - Hulk Hogan's Theme
7. "Rowdy" Roddy Piper - For Everybody
8. "Mean" Gene Okerlund - Tutti Frutti
9. Hillbilly Jim - Don't Go Messin' with a Country Boy
10. Nikolai Volkoff - Cara Mia